# Савченко Ігор Васильович
Са́вченко І́гор Васи́льович; (нар. 17 лютого 1966, м. Сміла, Черкаської області) — колишній народний депутат ВРУ (БЮТ), після приходу до влади президента Януковича 2010 року — член пропрезидентської коаліції, надалі член парламентської фракції Партії регіонів. Член Комітету з питань законодавчого забезпечення правоохоронної діяльності (з грудня 2007), голова підкомітету з питань парламентського контролю за дотриманням прав людини в діяльності правоохоронних органів та роботи з заявами і зверненнями громадян (з січня 2008).

## Життєпис
Народився 17 лютого 1966 р. в Смілі Черкаської області в сім'ї військовослужбовця.
1984 — 1986 — проходив дійсну строкову службу у Збройних силах СРСР у Львівському військовому окрузі.

### Освіта
- 1986—1992 — Черкаський педагогічний інститут, спеціальність: «фізичне виховання»;
- 2002—2005 — Черкаський технологічний університет, спеціальність: «Фінанси», кваліфікація: «бакалавр з економіки та підприємництва».

### Робота
- 1993—1998 — директор ПП «СІВ Автокомерс» у м. Сміла.
- 1998—2003 — директор ТОВ «Меблі ЛІВС» (м. Сміла).
- 2003—2005 — заступник керівника Державного управління справами[2][3]. Отримав III ранг державного службовця[4].
- 2006 — директор ТОВ «Центр-інвестбуд», генеральний директор КП «Інститут земельних відносин Київської області».

### Політика
Народний депутат України 6-го скликання з 23 листопада 2007 до 12 грудня 2012 від Блоку Юлії Тимошенко, № 137 в списку. На час виборів: генеральний директор КП «Інститут земельних відносин Київської області», безпартійний.

## Діяльність
27 квітня 2010 року голосував за ратифікацію угоди Януковича — Медведєва, тобто за продовження перебування ЧФ Росії на території України до 2042 р.
10 серпня 2012 року у другому читанні проголосував за Закон України «Про засади державної мовної політики», який суперечить Конституції України, не має фінансово-економічного обґрунтування і спрямований на знищення української мови. Закон було прийнято із порушеннями регламенту.

## Розслідування
14 січня 2021 року Савченка було заарештовано у підозрі в отриманні хабаря за повернення арештованого майна. За данимим слідства, Ігор з «антикорупціонером» вимагали у представника торгівельної компанії 100 тис. $ для керівництва Державної фіскальної служби та Державної митної служби для повернення арештованого майна. Справу було передано до Печерського районного суду Києва.

## Нагороди
- 2003 — Заслужений працівник промисловості України[10].